# HMS Gannet (1878)
Pour les autres navires du même nom, voir HMS Gannet.
Le HMS Gannet est un ancien sloop-of-war de Doterel-class sloop (en) de la Royal Navy lancé en 1878. Puis il est devenu un bateau-école sur la Tamise en 1903, et ensuite pour les garçons dans le Hamble en 1913.
Il est préservé depuis 1987 par le Chatham Historic Dockyard (en) à Chatham en Angleterre du Sud-Est.
Il est enregistré comme bateau du patrimoine maritime du Royaume-Uni par le National Historic Ships UK  en 1996 et au registre de la National Historic Fleet.

## Construction
La classe Doterel était un développement de l'Osprey-class sloop (en) et était de construction composite, avec des coques en bois sur une armature de fer. La conception d'origine de 1874 était de William Henry White et a été révisée en 1877 par Sir Nathaniel Barnaby.
Le Gannet a été construit à Sheerness en 1877 et lancé le 31 août 1878 comme sloop-of-war et croiseur colonial. Il était capable d'atteindre près de 12 nœuds à pleine vapeur ou 15 nœuds sous voiles. Son gréement d'origine était celui d'un trois-mâts carré puis d'un trois-mâts barque en tant que bateau-école.

### Armement

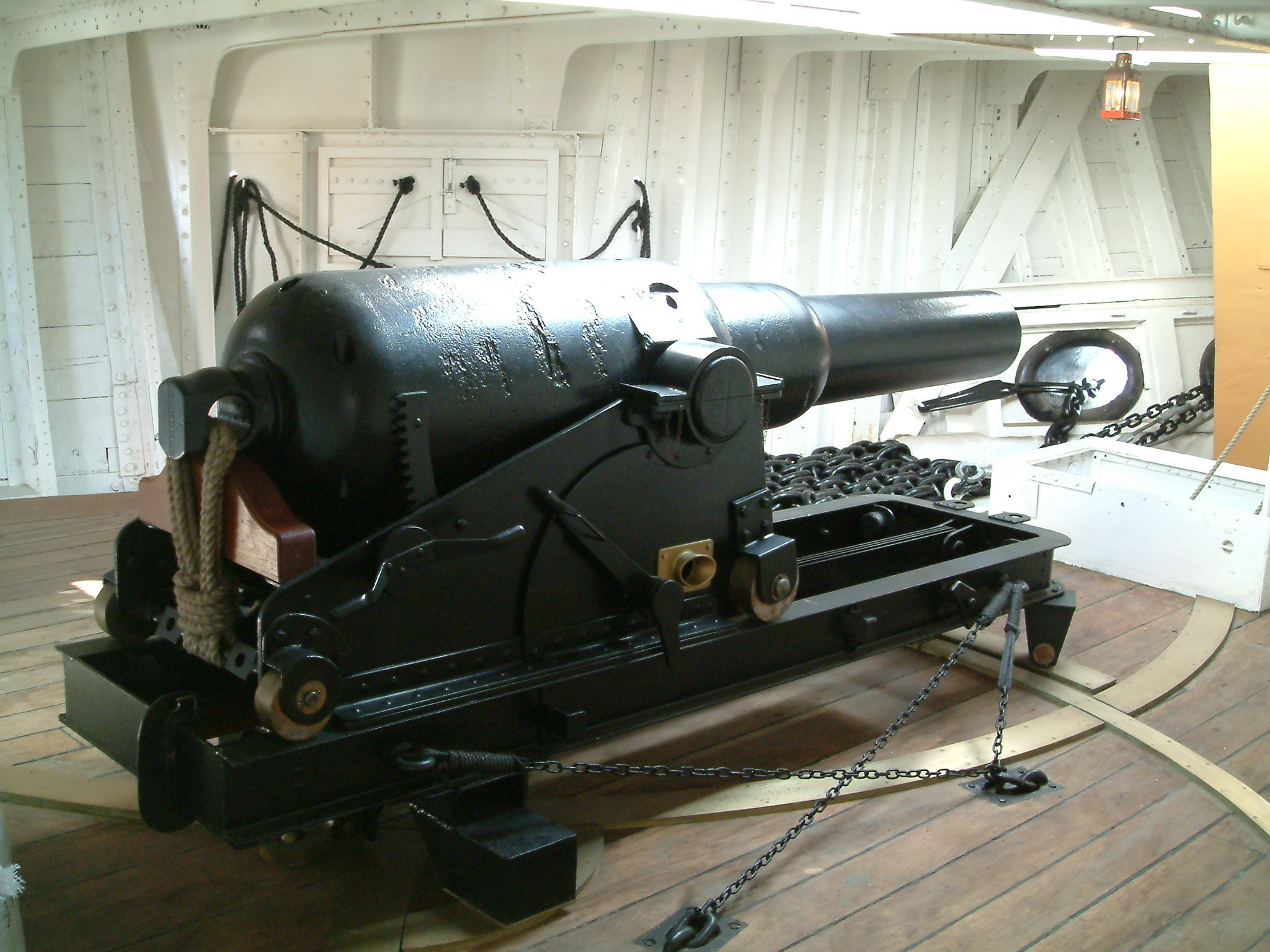
RML 64 pounder 64

Son armement principal, lors de ses campagnes maritimes, comportait :
- 2x1 RML 7 inch gun (en)
- 4x1 RML 64 pounder 64 cwt gun (en)

## Histoire
Le but principal des navires de la classe du Gannet était de maintenir la domination navale de l'Empire britannique grâce à la protection du commerce avec les colonies britanniques.

### La Guerre du Pacifique
Gannet a d'abord servi à la Pacific Station du 17 avril 1879 au 20 juillet 1883 sous le commandement de l'amiral de Horsey. Il a navigué de Portsmouth, à travers l'Atlantique et via le Cap Horn vers le port de Panama City. Il a passé beaucoup de temps à l'observation des événements de la Guerre du Pacifique (1879-1884) avant d'entreprendre une patrouille dans le Pacifique. Il est revenu à Sheerness en Juillet 1883 et a subi une remise en état de deux ans.

### La Méditerranée et la guerre mahdiste
Gannet a quitté Sheerness le 3 septembre 1885 pour rejoindre la flotte de la Méditerranée. Il a d'abord été utilisé pour soutenir les forces du major-général Gerald Graham (en) au cours de la première expédition à Suakin au Soudan. Des patrouilles anti-esclavagistes l'ont mené en Mer Rouge, à la recherche des navires esclavagistes. Le 11 septembre 1888, il a été rappelé pour un carénage à Malte puis a aidé le Dolphin au port assiégé de Suakin. Le 17 septembre, il est engagé contre les forces anti-anglo-égyptiennes dirigées par Osman Digna pendant près d'un mois. Soulagé par le Starling, il revient à Malte le 1er novembre 1888.
Dès le 10 novembre 1889, il est affecté à des travaux d'arpentage dans toute la Méditerranée jusqu'en décembre 1891.
Il est remis en service le 26 janvier 1892 pour effectuer des patrouilles en Méditerranée et en mer Rouge durant trois ans avant de revenir à Chatham pour être désarmé le 16 mars 1895.

### Service de port
En Décembre 1895, Gannet a été transféré au service du port service de Chatham jusqu'en 1900, puis il a été mis sur la liste des navires de réserve. À l'automne 1900, Gannet a été loué à la South Eastern and Chatham Railway comme hébergement à la gare de Port Victoria sur l'île de Grain.

### Navire-écolePrésident
En 1903, Gannet a été affecté au remplacement de l'original HMS President de 1829, qui avait servi au sein de la Royal Naval Reserve à Londres depuis 1862. Il a subi des modifications importantes pour être reconverti. Rebaptisé HMS President, il a pris ses nouvelles fonctions en tant que navire de commandement de la London Royal Naval Volunteer Reserve en Juin 1903. En 1909, le navire a été rebaptisé President II et au printemps de 1911, remplacé par le HMS Buzzard et inscrit sur la liste des navires de réserve.

### Hébergement sur la Hamble
En 1913, President a été prêté à Charles Burgess Fry, stationné sur la rivière Hamble pour devenir un navire-dortoir du TS Mercury (en) pour former de futurs cadets de la Royal Navy. Il a servi à ce titre jusqu'en 1968, à la fermeture de l'école.

## Conservation
De retour à l'intendance de la Royal Navy, le navire a été remis à The Maritime Trust (en) afin qu'il puisse être restauré. En 1987, le Chatham Historic Dockyard a entrepris un programme de restauration pour ramener le navire à son apparence de 1888. En 1994, la propriété du navire est passée à la Chatham Historic Dockyard Trust, où, répertorié comme un navire de la National Historic Fleet, il est devenu un navire musée.

Le Premier ministre du Royaume-Uni, Gordon Brown, lors de sa première visite au président Barack Obama à la Maison-Blanche en Mars 2009, a donné au président comme cadeau un porte-stylo fabriqué à partir du bois de Gannet, ce qui reflète son rôle pour l'Abolition de l'esclavage au Royaume-Uni durant l'Époque victorienne.